# Little League World Series 2014/Qualifikation
Die Qualifikation zu den Little League World Series 2014 fand zwischen Juni und August 2014 statt.
Die Little League Baseball World Series ist das größte Sportturnier im Baseball für unter 12-jährige Knaben aus der ganzen Welt. Die Qualifikation wird aufgeteilt in acht Regionen in den Vereinigten Staaten und acht internationalen Regionen ausgetragen.

## Vereinigte Staaten

### Große Seen
Das Turnier fand vom 2. bis 9. August 2014 in Indianapolis statt.

#### Vorrunde
| Platz | Stadt         | Mannschaft              | W-L |
| ----- | ------------- | ----------------------- | --- |
| 1.    | Chicago       | Jackie Robinson West LL | 4–0 |
| 2.    | New Albany    | New Albany LL           | 3–1 |
| 3.    | Burlington    | Burlington LL           | 2–2 |
| 4.    | Canfield      | Canfield LL             | 2–2 |
| 5.    | Midland       | Northeast LL            | 1–3 |
| 6.    | Bowling Green | Warren County South LL  | 0–4 |

| Datum     | Zeit  | Stadion        | Begegnung | Begegnung | Begegnung | Ergebnis |
| --------- | ----- | -------------- | --------- | --------- | --------- | -------- |
| 2. August | 11:00 | Ferguson Field | Kentucky  | –         | Michigan  | 14:5     |
| 2. August | 13:00 | Stokley Field  | Illinois  | –         | Wisconsin | 10:0     |
| 2. August | 19:00 | Stokley Field  | Indiana   | –         | Ohio      | 11:6     |
| 3. August | 14:00 | Ferguson Field | Ohio      | –         | Michigan  | 8:1      |
| 3. August | 16:00 | Stokley Field  | Kentucky  | –         | Wisconsin | 5:6      |
| 3. August | 17:00 | Ferguson Field | Indiana   | –         | Illinois  | 4:8      |
| 4. August | 11:00 | Ferguson Field | Indiana   | –         | Wisconsin | 8:3      |
| 4. August | 16:00 | Stokley Field  | Ohio      | –         | Kentucky  | 3:2      |
| 4. August | 19:00 | Stokley Field  | Illinois  | –         | Michigan  | 3:2      |
| 5. August | 11:00 | Ferguson Field | Indiana   | –         | Kentucky  | 3:2      |
| 5. August | 14:00 | Ferguson Field | Wisconsin | –         | Michigan  | 9:1      |
| 5. August | 17:00 | Ferguson Field | Illinois  | –         | Ohio      | 15:4     |

#### Playoff
|  | Halbfinale  | Halbfinale |            |           | Finale    | Finale    |
|  |             |            |            |           |           |           |
|  | 7. August   |            |            |           |           |           |
|  | 1 Illinois  | 13         |            |           |           |           |
|  | 4 Ohio      | 2          |            |           | 9. August | 9. August |
|  |             |            | 1 Illinois | 12        |           |           |
|  | 7. August   | 7. August  |            | 2 Indiana | 7         |           |
|  | 2 Indiana   | 14         |            |           |           |           |
|  | 3 Wisconsin | 4          |            |           |           |           |
|  |             |            |            |           |           |           |

### Mittelatlantik
Das Turnier fand vom 1. bis 10. August 2014 in Bristol, Connecticut statt.

#### Vorrunde
| Platz | Stadt            | Mannschaft                          | W-L |
| ----- | ---------------- | ----------------------------------- | --- |
| 1.    | Toms River       | Toms River LL                       | 4–0 |
| 2.    | Philadelphia     | Taney Youth Baseball Association LL | 3–1 |
| 3.    | Albany           | Colonie LL                          | 2–2 |
| 4.    | Newark           | Newark National LL                  | 2–2 |
| 5.    | Salisbury        | West Salisbury LL                   | 1–3 |
| 6.    | Washington, D.C. | Northwest Washington LL             | 0–4 |

| Datum     | Zeit  | Stadion     | Begegnung            | Begegnung | Begegnung            | Ergebnis |
| --------- | ----- | ----------- | -------------------- | --------- | -------------------- | -------- |
| 1. August | 11:00 | Breen Field | Delaware             | –         | Maryland             | 13:7     |
| 1. August | 17:00 | Breen Field | District of Columbia | –         | New York             | 3:6      |
| 2. August | 11:00 | Breen Field | Maryland             | –         | Pennsylvania         | 1:11     |
| 2. August | 17:00 | Breen Field | New Jersey           | –         | District of Columbia | 12:2     |
| 3. August | 11:00 | Breen Field | Delaware             | –         | Pennsylvania         | 4:8      |
| 3. August | 17:00 | Breen Field | New Jersey           | –         | New York             | 6:4      |
| 4. August | 11:00 | Breen Field | District of Columbia | –         | Delaware             | 4:9      |
| 4. August | 17:00 | Breen Field | Maryland             | –         | New York             | 5:0      |
| 5. August | 10:00 | Breen Field | Maryland             | –         | New Jersey           | 5:10     |
| 5. August | 19:00 | Breen Field | New York             | –         | Pennsylvania         | 5:3      |
| 6. August | 10:00 | Breen Field | Delaware             | –         | New Jersey           | 10:11    |
| 6. August | 19:00 | Breen Field | District of Columbia | –         | Pennsylvania         | 1:7      |

#### Playoff
|  | Halbfinale     | Halbfinale |            |                | Finale     | Finale     |
|  |                |            |            |                |            |            |
|  | 8. August      |            |            |                |            |            |
|  | 1 New Jersey   | 3          |            |                |            |            |
|  | 4 Delaware     | 4          |            |                | 10. August | 10. August |
|  |                |            | 4 Delaware | 0              |            |            |
|  | 8. August      | 8. August  |            | 2 Pennsylvania | 8          |            |
|  | 2 Pennsylvania | 6          |            |                |            |            |
|  | 3 New York     | 5          |            |                |            |            |
|  |                |            |            |                |            |            |

### Mittlerer Westen
Das Turnier fand vom 1. bis 8. August 2014 in Indianapolis statt. South Dakota vertritt sowohl North wie auch South Dakota.

#### Vorrunde
| Platz | Stadt             | Mannschaft           | W-L |
| ----- | ----------------- | -------------------- | --- |
| 1.    | Plymouth/New Hope | Plymouth/New Hope LL | 4–0 |
| 2.    | Rapid City        | Canyon Lake LL       | 4–0 |
| 3.    | Joplin            | Joplin South LL      | 1–3 |
| 4.    | Kearney           | Kearney LL           | 1–3 |
| 5.    | Frontenac         | Frontenac Youth LL   | 1–3 |
| 6.    | Sioux City        | Headid LL            | 1–3 |

| Datum     | Zeit  | Stadion        | Begegnung    | Begegnung | Begegnung    | Ergebnis |
| --------- | ----- | -------------- | ------------ | --------- | ------------ | -------- |
| 1. August | 10:00 | Stokley Field  | Kansas       | –         | Missouri     | 3:6      |
| 1. August | 13:00 | Ferguson Field | Iowa         | –         | Minnesota    | 0:4      |
| 1. August | 19:30 | Stokley Field  | South Dakota | –         | Nebraska     | 13:3     |
| 2. August | 14:00 | Ferguson Field | Kansas       | –         | Nebraska     | 6:5      |
| 2. August | 16:00 | Stokley Field  | Minnesota    | –         | Missouri     | 4:3      |
| 2. August | 17:00 | Ferguson Field | Iowa         | –         | South Dakota | 8:10     |
| 3. August | 11:00 | Ferguson Field | South Dakota | –         | Missouri     | 9:7      |
| 3. August | 13:00 | Stokley Field  | Iowa         | –         | Nebraska     | 0:5      |
| 3. August | 19:00 | Stokley Field  | Kansas       | –         | Minnesota    | 4:5      |
| 4. August | 13:00 | Stokley Field  | Missouri     | –         | Iowa         | 4:5      |
| 4. August | 14:00 | Ferguson Field | South Dakota | –         | Kansas       | 20:3     |
| 5. August | 10:00 | Ferguson Field | Minnesota    | –         | Nebraska     | 3:2      |

#### Playoff
|  | Halbfinale     | Halbfinale |            |                | Finale    | Finale    |
|  |                |            |            |                |           |           |
|  | 6. August      |            |            |                |           |           |
|  | 1 Minnesota    | 7          |            |                |           |           |
|  | 4 Nebraska     | 11         |            |                | 8. August | 8. August |
|  |                |            | 4 Nebraska | 4              |           |           |
|  | 6. August      | 6. August  |            | 2 South Dakota | 15        |           |
|  | 2 South Dakota | 7          |            |                |           |           |
|  | 3 Missouri     | 3          |            |                |           |           |
|  |                |            |            |                |           |           |

### Neuengland
Das Turnier fand vom 1. bis 9. August 2014 in Bristol, Connecticut statt.

#### Vorrunde
| Platz | Stadt      | Mannschaft                         | W-L |
| ----- | ---------- | ---------------------------------- | --- |
| 1.    | Fairfield  | Fairfield American LL              | 3–1 |
| 2.    | Cumberland | Cumberland American LL             | 3–1 |
| 3.    | Falmouth   | Falmouth LL                        | 2–2 |
| 4.    | Barnstable | Barnstable Tom Wallace American LL | 2–2 |
| 5.    | Williston  | Williston LL                       | 1–3 |
| 6.    | Goffstown  | Goffstown Junior Baseball LL       | 1–3 |

| Datum     | Zeit  | Stadion     | Begegnung     | Begegnung | Begegnung     | Ergebnis |
| --------- | ----- | ----------- | ------------- | --------- | ------------- | -------- |
| 1. August | 14:00 | Breen Field | Maine         | –         | New Hampshire | 3:2      |
| 1. August | 20:15 | Breen Field | Connecticut   | –         | Vermont       | 9:4      |
| 2. August | 14:00 | Breen Field | Massachusetts | –         | Rhode Island  | 5:25     |
| 2. August | 20:00 | Breen Field | Connecticut   | –         | Maine         | 10:0     |
| 3. August | 14:00 | Breen Field | Maine         | –         | Vermont       | 4:10     |
| 3. August | 20:00 | Breen Field | Connecticut   | –         | New Hampshire | 2:4      |
| 4. August | 14:00 | Breen Field | Massachusetts | –         | Vermont       | 7:2      |
| 4. August | 20:00 | Breen Field | New Hampshire | –         | Rhode Island  | 0:10     |
| 5. August | 13:00 | Breen Field | Maine         | –         | Massachusetts | 9:4      |
| 5. August | 16:00 | Breen Field | Connecticut   | –         | Rhode Island  | 5:3      |
| 6. August | 13:00 | Breen Field | Vermont       | –         | Rhode Island  | 5:8      |
| 6. August | 16:00 | Breen Field | Massachusetts | –         | New Hampshire | 8:2      |

#### Playoff
|  | Halbfinale      | Halbfinale |               |                | Finale    | Finale    |
|  |                 |            |               |                |           |           |
|  | 7. August       |            |               |                |           |           |
|  | 1 Connecticut   | 9          |               |                |           |           |
|  | 4 Massachusetts | 0          |               |                | 9. August | 9. August |
|  |                 |            | 1 Connecticut | 6              |           |           |
|  | 7. August       | 7. August  |               | 2 Rhode Island | 10        |           |
|  | 2 Rhode Island  | 13         |               |                |           |           |
|  | 3 Maine         | 4          |               |                |           |           |
|  |                 |            |               |                |           |           |

### Nordwest
Das Turnier fand vom 1. bis 9. August 2014 in San Bernardino, Kalifornien statt.

#### Vorrunde
| Platz | Stadt       | Mannschaft           | W-L |
| ----- | ----------- | -------------------- | --- |
| 1.    | Lynnwood    | Lynnwood Pacific LL  | 4–0 |
| 2.    | Bend        | Bend North LL        | 3–1 |
| 3.    | Eagle River | Knik LL              | 3–1 |
| 4.    | Billings    | Boulder Arrowhead LL | 1–3 |
| 5.    | Lewiston    | Lewiston LL          | 1–3 |
| 6.    | Cody        | Cody LL              | 0–4 |

| Datum     | Zeit  | Stadion        | Begegnung  | Begegnung | Begegnung  | Ergebnis |
| --------- | ----- | -------------- | ---------- | --------- | ---------- | -------- |
| 1. August | 08:30 | Houghton Field | Oregon     | –         | Washington | 2:10     |
| 1. August | 16:00 | Houghton Field | Montana    | –         | Idaho      | 13:7     |
| 2. August | 11:00 | Houghton Field | Alaska     | –         | Idaho      | 6:4      |
| 2. August | 19:00 | Houghton Field | Oregon     | –         | Wyoming    | 15:0     |
| 3. August | 08:30 | Houghton Field | Montana    | –         | Washington | 4:10     |
| 4. August | 11:00 | Houghton Field | Oregon     | –         | Alaska     | 10:2     |
| 4. August | 19:00 | Houghton Field | Washington | –         | Idaho      | 5:2      |
| 5. August | 08:30 | Houghton Field | Wyoming    | –         | Alaska     | 1:2      |
| 5. August | 16:30 | Houghton Field | Oregon     | –         | Montana    | 5:0      |
| 5. August | 19:00 | Houghton Field | Wyoming    | –         | Washington | 3:13     |
| 6. August | 11:00 | Houghton Field | Idaho      | –         | Wyoming    | 15:2     |
| 6. August | 18:00 | Houghton Field | Montana    | –         | Alaska     | 5:6      |

#### Playoff
|  | Halbfinale   | Halbfinale |              |          | Finale    | Finale    |
|  |              |            |              |          |           |           |
|  | 7. August    |            |              |          |           |           |
|  | 1 Washington | 10         |              |          |           |           |
|  | 4 Montana    | 3          |              |          | 9. August | 9. August |
|  |              |            | 1 Washington | 6        |           |           |
|  | 7. August    | 7. August  |              | 2 Oregon | 3         |           |
|  | 2 Oregon     | 7          |              |          |           |           |
|  | 3 Alaska     | 6          |              |          |           |           |
|  |              |            |              |          |           |           |

### Südost
Das Turnier fand vom 2. bis 8. August 2014 in Warner Robins, Georgia statt.

#### Vorrunde

##### Gruppe A
| Platz | Stadt      | Mannschaft           | W-L |
| ----- | ---------- | -------------------- | --- |
| 1.    | Brandon    | South Brandon LL     | 2–1 |
| 2.    | Columbus   | Columbus Northern LL | 2–1 |
| 3.    | Clemmons   | Southwest Forsyth LL | 2–1 |
| 4.    | Bridgeport | Bridgeport LL        | 0–3 |

| Datum     | Zeit  | Stadion                      | Begegnung      | Begegnung | Begegnung      | Ergebnis |
| --------- | ----- | ---------------------------- | -------------- | --------- | -------------- | -------- |
| 2. August | 13:00 | Little League Southeast Park | Florida        | –         | West Virginia  | 4:3      |
| 2. August | 19:00 | Little League Southeast Park | Georgia        | –         | North Carolina | 5:3      |
| 4. August | 10:00 | Little League Southeast Park | Florida        | –         | North Carolina | 2:6      |
| 4. August | 16:00 | Little League Southeast Park | Georgia        | –         | West Virginia  | 3:2      |
| 5. August | 10:00 | Little League Southeast Park | North Carolina | –         | West Virginia  | 17:1     |
| 5. August | 16:00 | Little League Southeast Park | Florida        | –         | Georgia        | 15:0     |

##### Gruppe B
| Platz | Stadt     | Mannschaft           | W-L |
| ----- | --------- | -------------------- | --- |
| 1.    | Henrico   | Tuckahoe American LL | 2–1 |
| 2.    | Nashville | South Nashville LL   | 2–1 |
| 3.    | Jackson   | Jackson LL           | 1–2 |
| 4.    | Taylors   | Northwood LL         | 1–2 |

| Datum     | Zeit  | Stadion                      | Begegnung | Begegnung | Begegnung      | Ergebnis |
| --------- | ----- | ---------------------------- | --------- | --------- | -------------- | -------- |
| 2. August | 10:00 | Little League Southeast Park | Alabama   | –         | Tennessee      | 0:10     |
| 2. August | 16:00 | Little League Southeast Park | Virginia  | –         | South Carolina | 5:11     |
| 4. August | 13:00 | Little League Southeast Park | Alabama   | –         | South Carolina | 6:4      |
| 4. August | 19:00 | Little League Southeast Park | Tennessee | –         | Virginia       | 0:13     |
| 5. August | 13:00 | Little League Southeast Park | Alabama   | –         | Virginia       | 5:10     |
| 5. August | 19:00 | Little League Southeast Park | Tennessee | –         | South Carolina | 3:1      |

#### Playoff
|  | Halbfinale   | Halbfinale |              |             | Finale    | Finale    |
|  |              |            |              |             |           |           |
|  | 6. August    |            |              |             |           |           |
|  | A1 Florida   | 1          |              |             |           |           |
|  | B2 Tennessee | 13         |              |             | 8. August | 8. August |
|  |              |            | B2 Tennessee | 9           |           |           |
|  | 6. August    | 6. August  |              | B1 Virginia | 4         |           |
|  | B1 Virginia  | 8          |              |             |           |           |
|  | A2 Georgia   | 7          |              |             |           |           |
|  |              |            |              |             |           |           |

### Südwest
Das Turnier fand vom 1. bis 6. August 2014 in Waco, Texas statt. Die Mannschaft aus Pearland repräsentierte Osttexas, San Antonio vertrat Westtexas.

#### Vorrunde

##### Gruppe A
| Platz | Stadt       | Mannschaft            | W-L |
| ----- | ----------- | --------------------- | --- |
| 1.    | Albuquerque | Eastdale LL           | 3–0 |
| 2.    | Biloxi      | Biloxi LL             | 2–1 |
| 3.    | Boulder     | North Boulder LL      | 1–2 |
| 4.    | Pine Bluff  | Pine Bluff Western LL | 0–3 |

| Datum     | Zeit  | Stadion          | Begegnung  | Begegnung | Begegnung   | Ergebnis |
| --------- | ----- | ---------------- | ---------- | --------- | ----------- | -------- |
| 1. August | 13:00 | Norcross Stadium | New Mexico | –         | Arkansas    | 13:8     |
| 1. August | 17:00 | Norcross Stadium | Colorado   | –         | Mississippi | 1:2      |
| 2. August | 13:00 | Norcross Stadium | Arkansas   | –         | Colorado    | 3:8      |
| 2. August | 17:00 | Norcross Stadium | New Mexico | –         | Mississippi | 17:1     |
| 3. August | 20:30 | Norcross Stadium | New Mexico | –         | Colorado    | 9:5      |
| 4. August | 20:30 | Norcross Stadium | Arkansas   | –         | Mississippi | 2:12     |

##### Gruppe B
| Platz | Stadt        | Mannschaft            | W-L |
| ----- | ------------ | --------------------- | --- |
| 1.    | Pearland     | Pearland East LL      | 3–0 |
| 2.    | Lake Charles | South Lake Charles LL | 2–1 |
| 3.    | San Antonio  | Northside Suburban LL | 1–2 |
| 4.    | McAlester    | Pittsburg County LL   | 0–3 |

| Datum     | Zeit  | Stadion          | Begegnung | Begegnung | Begegnung | Ergebnis |
| --------- | ----- | ---------------- | --------- | --------- | --------- | -------- |
| 1. August | 20:30 | Norcross Stadium | Louisiana | –         | Westtexas | 5:2      |
| 2. August | 20:30 | Norcross Stadium | Osttexas  | –         | Oklahoma  | 28:0     |
| 3. August | 13:00 | Norcross Stadium | Louisiana | –         | Osttexas  | 4:6      |
| 3. August | 17:00 | Norcross Stadium | Westtexas | –         | Oklahoma  | 0:23     |
| 4. August | 13:00 | Norcross Stadium | Louisiana | –         | Oklahoma  | 15:1     |
| 4. August | 17:00 | Norcross Stadium | Westtexas | –         | Osttexas  | 2:6      |

#### Playoff
|  | Halbfinale     | Halbfinale |              |             | Finale    | Finale    |
|  |                |            |              |             |           |           |
|  | 5. August      |            |              |             |           |           |
|  | A1 New Mexico  | 9          |              |             |           |           |
|  | B2 Louisiana   | 10         |              |             | 6. August | 6. August |
|  |                |            | B2 Louisiana | 3           |           |           |
|  | 5. August      | 5. August  |              | B1 Osttexas | 7         |           |
|  | B1 Osttexas    | 12         |              |             |           |           |
|  | A2 Mississippi | 6          |              |             |           |           |
|  |                |            |              |             |           |           |

### West
Das Turnier fand vom 1. bis 9. August 2014 in San Bernardino, Kalifornien statt. Die Mannschaft aus Pacifica repräsentierte Nordkalifornien, Encinitas vertrat Südkalifornien.

#### Vorrunde
| Platz | Stadt      | Mannschaft           | W-L |
| ----- | ---------- | -------------------- | --- |
| 1.    | Honolulu   | Honolulu LL          | 4–0 |
| 2.    | Las Vegas  | Mountain Ridge LL    | 4–0 |
| 3.    | Encinitas  | Encinitas LL         | 2–2 |
| 4.    | Pacifica   | Pacifica American LL | 1–3 |
| 5.    | Chandler   | Chandler National LL | 1–3 |
| 6.    | St. George | Dixie LL             | 0–4 |

| Datum     | Zeit  | Stadion        | Begegnung       | Begegnung | Begegnung       | Ergebnis |
| --------- | ----- | -------------- | --------------- | --------- | --------------- | -------- |
| 1. August | 11:00 | Houghton Field | Nordkalifornien | –         | Hawaii          | 5:10     |
| 1. August | 19:00 | Houghton Field | Utah            | –         | Nevada          | 1:11     |
| 2. August | 08:30 | Houghton Field | Nordkalifornien | –         | Arizona         | 7:3      |
| 2. August | 16:30 | Houghton Field | Südkalifornien  | –         | Hawaii          | 2:9      |
| 3. August | 11:00 | Houghton Field | Arizona         | –         | Nevada          | 5:6      |
| 4. August | 08:30 | Houghton Field | Südkalifornien  | –         | Utah            | 15:2     |
| 4. August | 11:00 | Houghton Field | Arizona         | –         | Hawaii          | 4:5      |
| 4. August | 19:00 | Houghton Field | Südkalifornien  | –         | Nordkalifornien | 9:7      |
| 5. August | 11:00 | Houghton Field | Nordkalifornien | –         | Nevada          | 2:13     |
| 5. August | 19:00 | Houghton Field | Hawaii          | –         | Utah            | 25:0     |
| 6. August | 08:30 | Houghton Field | Südkalifornien  | –         | Nevada          | 4:8      |
| 6. August | 15:30 | Houghton Field | Arizona         | –         | Utah            | 6:7      |

#### Playoff
|  | Halbfinale        | Halbfinale |                   |          | Finale    | Finale    |
|  |                   |            |                   |          |           |           |
|  | 8. August         |            |                   |          |           |           |
|  | 1 Hawaii          | 0          |                   |          |           |           |
|  | 4 Nordkalifornien | 1          |                   |          | 9. August | 9. August |
|  |                   |            | 4 Nordkalifornien | 2        |           |           |
|  | 8. August         | 8. August  |                   | 2 Nevada | 11        |           |
|  | 2 Nevada          | 5          |                   |          |           |           |
|  | 3 Südkalifornien  | 1          |                   |          |           |           |
|  |                   |            |                   |          |           |           |

## International

### Asien-Pazifik und Mittlerer Osten
Das Turnier fand vom 29. Juni bis 5. Juli 2014 in Clark, Philippinen statt.

#### Vorrunde

##### Gruppe A
| Platz | Stadt              | Mannschaft              | W-L |
| ----- | ------------------ | ----------------------- | --- |
| 1.    | Hongkong           | Hongkong LL             | 4–1 |
| 2.    | Chinesisch Taipeh  |                         | 3–2 |
| 3.    | Dhahran            | Arabian American LL     | 3–2 |
| 4.    | Nördliche Marianen |                         | 3–2 |
| 5.    | Dubai              | United Arab Emirates LL | 2–3 |
| 6.    | Hanoi              | Hanoi LL                | 0–5 |

| Datum    | Zeit  | Stadion | Begegnung                    | Begegnung | Begegnung                    | Ergebnis |
| -------- | ----- | ------- | ---------------------------- | --------- | ---------------------------- | -------- |
| 29. Juni | 10:00 | Field 5 | Hongkong                     | –         | Vereinigte Arabische Emirate | 11:1     |
| 29. Juni | 12:00 | Field 4 | Saudi-Arabien                | –         | Nördliche Marianen           | 9:4      |
| 29. Juni | 13:00 | Field 5 | Vietnam                      | –         | Chinesisch Taipeh            | 0:13     |
| 30. Juni | 08:00 | Field 4 | Saudi-Arabien                | –         | Hongkong                     | 10:11    |
| 30. Juni | 11:00 | Field 4 | Vereinigte Arabische Emirate | –         | Chinesisch Taipeh            | 1:9      |
| 30. Juni | 12:00 | Field 5 | Nördliche Marianen           | –         | Vietnam                      | 13:1     |
| 1. Juli  | 08:00 | Field 4 | Vereinigte Arabische Emirate | –         | Nördliche Marianen           | 7:0      |
| 1. Juli  | 11:00 | Field 4 | Vietnam                      | –         | Saudi-Arabien                | 2:12     |
| 1. Juli  | 14:00 | Field 4 | Chinesisch Taipeh            | –         | Hongkong                     | 8:9      |
| 2. Juli  | 08:00 | Field 4 | Saudi-Arabien                | –         | Chinesisch Taipeh            | 1:11     |
| 2. Juli  | 09:00 | Field 5 | Hongkong                     | –         | Nördliche Marianen           | 3:6      |
| 2. Juli  | 14:00 | Field 4 | Vietnam                      | –         | Vereinigte Arabische Emirate | 2:18     |
| 3. Juli  | 08:00 | Field 4 | Nördliche Marianen           | –         | Chinesisch Taipeh            | 3:2      |
| 3. Juli  | 09:00 | Field 5 | Hongkong                     | –         | Vietnam                      | 17:2     |
| 3. Juli  | 12:00 | Field 5 | Saudi-Arabien                | –         | Vereinigte Arabische Emirate | 2:0      |

##### Gruppe B
| Platz | Stadt       | Mannschaft   | W-L |
| ----- | ----------- | ------------ | --- |
| 1.    | Seoul       | Seoul LL     | 4–0 |
| 2.    | Philippinen |              | 3–1 |
| 3.    | Guam        |              | 2–2 |
| 4.    | Jakarta     | Indonesia LL | 1–3 |
| 5.    | Neuseeland  |              | 0–4 |

| Datum    | Zeit  | Stadion | Begegnung   | Begegnung | Begegnung   | Ergebnis |
| -------- | ----- | ------- | ----------- | --------- | ----------- | -------- |
| 29. Juni | 09:00 | Field 4 | Guam        | –         | Philippinen | 2:9      |
| 29. Juni | 15:00 | Field 4 | Neuseeland  | –         | Südkorea    | 0:15     |
| 30. Juni | 09:00 | Field 5 | Guam        | –         | Neuseeland  | 5:3      |
| 30. Juni | 14:00 | Field 4 | Indonesien  | –         | Philippinen | 1:16     |
| 1. Juli  | 09:00 | Field 5 | Neuseeland  | –         | Indonesien  | 4:6      |
| 1. Juli  | 12:00 | Field 5 | Südkorea    | –         | Guam        | 10:0     |
| 2. Juli  | 11:00 | Field 4 | Indonesien  | –         | Guam        | 1:18     |
| 2. Juli  | 12:00 | Field 5 | Südkorea    | –         | Philippinen | 10:0     |
| 3. Juli  | 11:00 | Field 4 | Philippinen | –         | Neuseeland  | 15:6     |
| 3. Juli  | 14:00 | Field 4 | Südkorea    | –         | Indonesien  | 19:0 (4) |

#### Endrunde

##### Klassierungsrunde
| Datum   | Zeit  | Stadion | Begegnung                       | Begegnung | Begegnung     | Ergebnis |
| ------- | ----- | ------- | ------------------------------- | --------- | ------------- | -------- |
| 4. Juli | 08:00 | Field 5 | A4 Nördliche Marianen           | –         | B4 Indonesien | 11:1     |
| 4. Juli | 11:00 | Field 5 | A5 Vereinigte Arabische Emirate | –         | B5 Neuseeland | 17:3     |
| 4. Juli | 14:00 | Field 4 | A3 Saudi-Arabien                | –         | B3 Guam       | 10:3     |

##### Playoff
|  | Halbfinale           | Halbfinale |             |             | Finale  | Finale  |
|  |                      |            |             |             |         |         |
|  | 4. Juli              |            |             |             |         |         |
|  | A1 Hongkong          | 10         |             |             |         |         |
|  | B2 Philippinen       | 9          |             |             | 5. Juli | 5. Juli |
|  |                      |            | A1 Hongkong | 0           |         |         |
|  | 4. Juli              | 4. Juli    |             | B1 Südkorea | 11      |         |
|  | B1 Südkorea          | 9          |             |             |         |         |
|  | A2 Chinesisch Taipeh | 2          |             |             |         |         |
|  |                      |            |             |             |         |         |

### Australien
Das Turnier fand vom 4. bis 9. Juni 2014 in Gold Coast, Queensland statt.

#### Vorrunde

##### Gruppe A
| Platz | Stadt    | Mannschaft        | W-L |
| ----- | -------- | ----------------- | --- |
| 1.    | Manly    | Manly             | 3–1 |
| 2.    | Perth    | Perth Metro North | 3–1 |
| 3.    | Brisbane | Brisbane South    | 2–2 |
| 4.    | Perth    | West Coast        | 2–2 |
| 5.    | Canberra | Canberra          | 0–4 |

| Datum   | Zeit  | Stadion   | Begegnung  | Begegnung | Begegnung  | Ergebnis |
| ------- | ----- | --------- | ---------- | --------- | ---------- | -------- |
| 4. Juni | 08:00 | Diamond 1 | Brisbane   | –         | West Coast | 6:5      |
| 4. Juni | 08:00 | Diamond 2 | Manly      | –         | Canberra   | 6:0      |
| 4. Juni | 10:45 | Diamond 4 | Brisbane   | –         | Perth      | 1:7      |
| 4. Juni | 14:15 | Diamond 1 | Canberra   | –         | Perth      | 2:22     |
| 5. Juni | 08:30 | Diamond 3 | West Coast | –         | Canberra   | 12:11    |
| 5. Juni | 10:00 | Diamond 2 | Brisbane   | –         | Manly      | 1:20 (4) |
| 5. Juni | 13:15 | Diamond 3 | Perth      | –         | Manly      | 3:10     |
| 6. Juni | 08:30 | Diamond 2 | Manly      | –         | West Coast | 3:10     |
| 6. Juni | 08:00 | Diamond 3 | Brisbane   | –         | Canberra   | 9:5      |
| 6. Juni | 12:45 | Diamond 3 | Perth      | –         | West Coast | 10:3     |

##### Gruppe B
| Platz | Stadt     | Mannschaft          | W-L |
| ----- | --------- | ------------------- | --- |
| 1.    | Perth     | Perth Metro Central | 4–0 |
| 2.    | MacArthur | MacArthur           | 2–2 |
| 3.    | Hills     | Hills North         | 2–2 |
| 4.    | Brisbane  | Brisbane North      | 2–2 |
| 5.    | Yarra     | Yarra Rangers       | 0–4 |

| Datum   | Zeit  | Stadion   | Begegnung | Begegnung | Begegnung | Ergebnis |
| ------- | ----- | --------- | --------- | --------- | --------- | -------- |
| 4. Juni | 08:30 | Diamond 4 | MacArthur | –         | Hills     | 12:2 (6) |
| 4. Juni | 10:30 | Diamond 3 | Brisbane  | –         | Yarra     | 17:11    |
| 4. Juni | 12:15 | Diamond 1 | MacArthur | –         | Perth     | 2:4      |
| 4. Juni | 14:30 | Diamond 2 | Brisbane  | –         | Perth     | 8:14     |
| 5. Juni | 08:30 | Diamond 4 | Yarra     | –         | MacArthur | 6:7 (7)  |
| 5. Juni | 10:15 | Diamond 1 | Brisbane  | –         | Hills     | 4:7      |
| 5. Juni | 13:00 | Diamond 4 | Perth     | –         | Hills     | 8:1      |
| 6. Juni | 08:15 | Diamond 1 | Perth     | –         | Yarra     | 8:2      |
| 6. Juni | 08:30 | Diamond 4 | Brisbane  | –         | MacArthur | 4:0      |
| 6. Juni | 13:00 | Diamond 4 | Yarra     | –         | Hills     | 5:7      |

##### Gruppe C
| Platz | Stadt      | Mannschaft       | W-L |
| ----- | ---------- | ---------------- | --- |
| 1.    | Brisbane   | Brisbane Metro   | 3–1 |
| 2.    | Perth      | Perth Metro East | 3–1 |
| 3.    | North Ryde | Ryde North       | 2–2 |
| 4.    | Sunraysia  | Sunraysia        | 1–3 |
| 5.    | Adelaide   | Adelaide North   | 1–3 |

| Datum   | Zeit  | Stadion   | Begegnung  | Begegnung | Begegnung  | Ergebnis |
| ------- | ----- | --------- | ---------- | --------- | ---------- | -------- |
| 4. Juni | 10:15 | Diamond 1 | Brisbane   | –         | Sunraysia  | 10:4     |
| 4. Juni | 10:00 | Diamond 2 | Adelaide   | –         | North Ryde | 4:14 (4) |
| 4. Juni | 12:30 | Diamond 2 | Brisbane   | –         | Perth      | 2:1      |
| 5. Juni | 08:00 | Diamond 1 | Adelaide   | –         | Perth      | 4:27 (4) |
| 5. Juni | 11:00 | Diamond 3 | Brisbane   | –         | North Ryde | 7:4      |
| 5. Juni | 12:00 | Diamond 2 | Adelaide   | –         | Sunraysia  | 10:12    |
| 5. Juni | 14:00 | Diamond 2 | Perth      | –         | North Ryde | 13:11    |
| 6. Juni | 10:30 | Diamond 3 | Brisbane   | –         | Adelaide   | 10:12    |
| 6. Juni | 11:00 | Diamond 4 | Perth      | –         | Sunraysia  | 14:4 (5) |
| 6. Juni | 13:15 | Diamond 1 | North Ryde | –         | Sunraysia  | 19:3 (4) |

##### Gruppe D
| Platz | Stadt                 | Mannschaft            | W-L |
| ----- | --------------------- | --------------------- | --- |
| 1.    | Swan Valley           | Swan Hills            | 4–0 |
| 2.    | Cronulla              | North Cronulla        | 3–1 |
| 3.    | Adelaide              | Adelaide South        | 2–2 |
| 4.    | Gold Coast            | Gold Coast            | 1–3 |
| 5.    | Northern Diamondbacks | Northern Diamondbacks | 0–4 |

| Datum   | Zeit  | Stadion   | Begegnung             | Begegnung | Begegnung             | Ergebnis |
| ------- | ----- | --------- | --------------------- | --------- | --------------------- | -------- |
| 4. Juni | 08:30 | Diamond 3 | Gold Coast            | –         | Northern Diamondbacks | 5:1      |
| 4. Juni | 13:00 | Diamond 3 | Gold Coast            | –         | Swan Valley           | 0:8      |
| 4. Juni | 13:15 | Diamond 4 | Cronulla              | –         | Adelaide              | 10:1     |
| 5. Juni | 08:00 | Diamond 2 | Adelaide              | –         | Swan Valley           | 1:11 (6) |
| 5. Juni | 10:45 | Diamond 4 | Gold Coast            | –         | Cronulla              | 2:13 (4) |
| 5. Juni | 12:30 | Diamond 1 | Adelaide              | –         | Northern Diamondbacks | 2:1      |
| 5. Juni | 14:30 | Diamond 1 | Swan Valley           | –         | Cronulla              | 9:2      |
| 6. Juni | 10:45 | Diamond 1 | Gold Coast            | –         | Adelaide              | 7:11     |
| 6. Juni | 11:00 | Diamond 2 | Northern Diamondbacks | –         | Swan Valley           | 2:8      |
| 6. Juni | 13:30 | Diamond 2 | Northern Diamondbacks | –         | Cronulla              | 5:12     |

#### Playoff

##### Finalrunde
|  | Viertelfinale     | Viertelfinale    |                    |               | Halbfinale       | Halbfinale |  |  | Finale  | Finale  |
|  |                   |                  |                    |               |                  |            |  |  |         |         |
|  | 7. Juni           |                  |                    |               |                  |            |  |  |         |         |
|  | A2 Perth North    | 4                |                    |               |                  |            |  |  |         |         |
|  | A2 Perth North    | 4                | 8. Juni            |               |                  |            |  |  |         |         |
|  | D2 Cronulla       | 2                |                    |               |                  |            |  |  |         |         |
|  | D2 Cronulla       | 2                | A2 Perth North     | 4             |                  |            |  |  |         |         |
|  |                   |                  | A2 Perth North     | 4             |                  |            |  |  |         |         |
|  |                   | B1 Perth Central | 3                  |               |                  |            |  |  |         |         |
|  | B1 Perth Central  | B1 Perth Central | 3                  | 4             |                  |            |  |  |         |         |
|  | B1 Perth Central  |                  |                    | 4             |                  |            |  |  |         |         |
|  | C2 Perth East     | 2                |                    | 9. Juni       | 9. Juni          |            |  |  |         |         |
|  | 7. Juni           | 7. Juni          | A2 Perth North (7) | 3             |                  |            |  |  |         |         |
|  | 7. Juni           | 7. Juni          |                    | A1 Manly      | 2                |            |  |  |         |         |
|  | A1 Manly          | 6                |                    |               |                  |            |  |  |         |         |
|  | C1 Brisbane Metro | 0                |                    |               |                  |            |  |  |         |         |
|  | C1 Brisbane Metro | 0                | A1 Manly (7)       | 7             |                  |            |  |  |         |         |
|  |                   |                  | A1 Manly (7)       | 7             | Spiel um Platz 3 |            |  |  |         |         |
|  |                   | D1 Swan Hills    | 6                  |               |                  |            |  |  |         |         |
|  | D1 Swan Hills     | D1 Swan Hills    | 6                  | 7             | B1 Perth Central | 11         |  |  |         |         |
|  | D1 Swan Hills     | 8. Juni          |                    | 7             | B1 Perth Central | 11         |  |  |         |         |
|  | B2 MacArthur      | 5                |                    | D1 Swan Hills | 13               |            |  |  |         |         |
|  | B2 MacArthur      | 5                |                    |               | 13               |            |  |  |         |         |
|  | 7. Juni           | 7. Juni          |                    |               |                  |            |  |  | 9. Juni | 9. Juni |

##### Klassierungsrunde um Plätze 5 bis 8
Verlierer Viertelfinale

|  | Klassierung Plätze 5 bis 8 | Klassierung Plätze 5 bis 8 |               |   | Spiel um Platz 5 | Spiel um Platz 5 |
|  |                            |                            |               |   |                  |                  |
|  | D2 Cronulla                | 7                          |               |   |                  |                  |
|  | C2 Perth East              | 2                          |               |   |                  |                  |
|  | 8. Juni                    |                            |               |   |                  |                  |
|  |                            |                            | 9. Juni       |   |                  |                  |
|  | D2 Cronulla (7)            | 3                          |               |   |                  |                  |
|  |                            | C1 Brisbane Metro          | 2             |   |                  |                  |
|  |                            |                            |               |   |                  |                  |
|  | Spiel um Platz 7           |                            |               |   |                  |                  |
|  | 8. Juni                    | 8. Juni                    | C2 Perth East | 3 |                  |                  |
|  | C1 Brisbane Metro          | 5                          | B2 MacArthur  | 9 |                  |                  |
|  | B2 MacArthur               | 1                          |               |   | 9. Juni          | 9. Juni          |

##### Klassierungsrunde um Plätze 9 bis 12
|  | Klassierung Plätze 9 bis 16 | Klassierung Plätze 9 bis 16 |                    |                   | Klassierung Plätze 9 bis 12 | Klassierung Plätze 9 bis 12 |  |  | Spiel um Platz 9 | Spiel um Platz 9 |
|  |                             |                             |                    |                   |                             |                             |  |  |                  |                  |
|  | 7. Juni                     |                             |                    |                   |                             |                             |  |  |                  |                  |
|  | B3 Hills North              | 7                           |                    |                   |                             |                             |  |  |                  |                  |
|  | B3 Hills North              | 7                           | 8. Juni            |                   |                             |                             |  |  |                  |                  |
|  | C4 Sunraysia                | 1                           |                    |                   |                             |                             |  |  |                  |                  |
|  | C4 Sunraysia                | 1                           | B3 Hills North     | 2                 |                             |                             |  |  |                  |                  |
|  |                             |                             | B3 Hills North     | 2                 |                             |                             |  |  |                  |                  |
|  |                             | A3 Brisbane South           | 0                  |                   |                             |                             |  |  |                  |                  |
|  | A3 Brisbane South           | A3 Brisbane South           | 0                  | 10                |                             |                             |  |  |                  |                  |
|  | A3 Brisbane South           |                             |                    | 10                |                             |                             |  |  |                  |                  |
|  | A4 West Coast               | 8                           |                    | 9. Juni           | 9. Juni                     |                             |  |  |                  |                  |
|  | 7. Juni                     | 7. Juni                     | B3 Hills North (4) | 12                |                             |                             |  |  |                  |                  |
|  | 7. Juni                     | 7. Juni                     |                    | D4 Gold Coast     | 2                           |                             |  |  |                  |                  |
|  | D4 Gold Coast               | 7                           |                    |                   |                             |                             |  |  |                  |                  |
|  | D3 Adelaide South           | 5                           |                    |                   |                             |                             |  |  |                  |                  |
|  | D3 Adelaide South           | 5                           | D4 Gold Coast      | 7                 |                             |                             |  |  |                  |                  |
|  |                             |                             | D4 Gold Coast      | 7                 | Spiel um Platz 11           |                             |  |  |                  |                  |
|  |                             | B4 Brisbane North           | 2                  |                   |                             |                             |  |  |                  |                  |
|  | B4 Brisbane North           | B4 Brisbane North           | 2                  | 9                 | A3 Brisbane South           | 10                          |  |  |                  |                  |
|  | B4 Brisbane North           | 8. Juni                     |                    | 9                 | A3 Brisbane South           | 10                          |  |  |                  |                  |
|  | C3 North Ryde               | 7                           |                    | B4 Brisbane North | 3                           |                             |  |  |                  |                  |
|  | C3 North Ryde               | 7                           |                    |                   | 3                           |                             |  |  |                  |                  |
|  | 7. Juni                     | 7. Juni                     |                    |                   |                             |                             |  |  | 9. Juni          | 9. Juni          |

##### Klassierungsrunde um Plätze 13 bis 16
Verlierer Klassierungsrunde Plätze 9 bis 16

|  | Klassierung Plätze 13 bis 16 | Klassierung Plätze 13 bis 16 |                   |    | Spiel um Platz 13 | Spiel um Platz 13 |
|  |                              |                              |                   |    |                   |                   |
|  | C4 Sunraysia                 | 0                            |                   |    |                   |                   |
|  | A4 West Coast (4)            | 10                           |                   |    |                   |                   |
|  | 8. Juni                      |                              |                   |    |                   |                   |
|  |                              |                              | 9. Juni           |    |                   |                   |
|  | A4 West Coast                | 13                           |                   |    |                   |                   |
|  |                              | D3 Adelaide South            | 4                 |    |                   |                   |
|  |                              |                              |                   |    |                   |                   |
|  | Spiel um Platz 15            |                              |                   |    |                   |                   |
|  | 8. Juni                      | 8. Juni                      | C4 Sunraysia      | 5  |                   |                   |
|  | D3 Adelaide South (4)        | 21                           | C3 North Ryde (4) | 20 |                   |                   |
|  | C3 North Ryde                | 11                           |                   |    | 9. Juni           | 9. Juni           |

##### Klassierungsrunde um Plätze 17 bis 20
| Platz | Stadt                    | Mannschaft            | W-L |
| ----- | ------------------------ | --------------------- | --- |
| 17.   | B5 Yarra                 | Yarra Rangers         | 3–0 |
| 18.   | D5 Northern Diamondbacks | Northern Diamondbacks | 2–1 |
| 19.   | C5 Adelaide              | Adelaide North        | 1–2 |
| 20.   | A5 Canberra              | Canberra              | 0–3 |

| Datum   | Zeit  | Stadion   | Begegnung   | Begegnung | Begegnung                | Ergebnis |
| ------- | ----- | --------- | ----------- | --------- | ------------------------ | -------- |
| 7. Juni | 13:30 | Diamond 3 | A5 Canberra | –         | B5 Yarra                 | 4:14 (4) |
| 7. Juni | 14:15 | Diamond 2 | C5 Adelaide | –         | D5 Northern Diamondbacks | 2:13 (4) |
| 8. Juni | 09:00 | Diamond 4 | A5 Canberra | –         | C5 Adelaide              | 7:13     |
| 8. Juni | 11:30 | Diamond 4 | B5 Yarra    | –         | D5 Northern Diamondbacks | 8:4      |
| 9. Juni | 12:30 | Diamond 2 | A5 Canberra | –         | D5 Northern Diamondbacks | 2:12 (4) |
| 9. Juni | 12:45 | Diamond 3 | B5 Yarra    | –         | C5 Adelaide              | 9:8 (7)  |

### Europa und Afrika
Das Turnier fand vom 14. bis 21. Juli 2014 in Kutno, Polen statt.

#### Vorrunde

##### Gruppe A
| Platz | Stadt    | Mannschaft   | W-L |
| ----- | -------- | ------------ | --- |
| 1.    | Emilia   | Emilia       | 4–0 |
| 2.    | Haarlem  | Kennemerland | 3–1 |
| 3.    | Vilnius  | Vilnius      | 2–2 |
| 4.    | Brest    | Brest Zubrs  | 1–3 |
| 5.    | Tiraspol | Kvint        | 0–4 |

| Datum    | Zeit  | Stadion               | Begegnung   | Begegnung | Begegnung   | Ergebnis |
| -------- | ----- | --------------------- | ----------- | --------- | ----------- | -------- |
| 14. Juli | 10:00 | Edward Piszek Stadium | Moldau      | –         | Litauen     | 2:4      |
| 14. Juli | 12:30 | Edward Piszek Stadium | Belarus     | –         | Niederlande | 3:10     |
| 15. Juli | 10:00 | Little League Field   | Niederlande | –         | Moldau      | 11:1     |
| 15. Juli | 12:30 | Little League Field   | Italien     | –         | Litauen     | 9:2      |
| 16. Juli | 10:30 | Edward Piszek Stadium | Italien     | –         | Niederlande | 5:3      |
| 16. Juli | 13:00 | Edward Piszek Stadium | Belarus     | –         | Moldau      | 5:3      |
| 17. Juli | 10:00 | Little League Field   | Belarus     | –         | Italien     | 1:16     |
| 17. Juli | 12:30 | Little League Field   | Niederlande | –         | Litauen     | 10:0     |
| 18. Juli | 10:00 | Edward Piszek Stadium | Litauen     | –         | Belarus     | 3:2      |
| 18. Juli | 13:00 | Edward Piszek Stadium | Moldau      | –         | Italien     | 2:13     |

##### Gruppe B
| Platz | Stadt      | Mannschaft        | W-L |
| ----- | ---------- | ----------------- | --- |
| 1.    | Katalonien | Cataluna          | 4–0 |
| 2.    | London     | London Area Youth | 3–1 |
| 3.    | Kirowohrad | Kirovograd        | 2–2 |
| 4.    | Belgrad    | Serbien           | 1–3 |
| 5.    | Żory       | BUKS Gepardy Żory | 0–4 |

| Datum    | Zeit  | Stadion               | Begegnung              | Begegnung | Begegnung              | Ergebnis |
| -------- | ----- | --------------------- | ---------------------- | --------- | ---------------------- | -------- |
| 14. Juli | 09:30 | Little League Field   | Spanien                | –         | Ukraine                | 11:0     |
| 14. Juli | 12:00 | Little League Field   | Vereinigtes Königreich | –         | Polen                  | 9:0      |
| 15. Juli | 10:30 | Edward Piszek Stadium | Ukraine                | –         | Vereinigtes Königreich | 1:12     |
| 15. Juli | 13:00 | Edward Piszek Stadium | Spanien                | –         | Serbien                | 18:0     |
| 16. Juli | 10:00 | Little League Field   | Vereinigtes Königreich | –         | Serbien                | 9:3      |
| 16. Juli | 12:30 | Little League Field   | Ukraine                | –         | Polen                  | 11:1     |
| 17. Juli | 10:30 | Edward Piszek Stadium | Serbien                | –         | Polen                  | 8:2      |
| 17. Juli | 13:00 | Edward Piszek Stadium | Spanien                | –         | Vereinigtes Königreich | 6:1      |
| 18. Juli | 10:30 | Little League Field   | Spanien                | –         | Polen                  | 11:1     |
| 18. Juli | 16:00 | Little League Field   | Ukraine                | –         | Serbien                | 11:1     |

##### Gruppe C
| Platz | Stadt       | Mannschaft        | W-L |
| ----- | ----------- | ----------------- | --- |
| 1.    | Brno        | Jihomoravský kraj | 3–0 |
| 2.    | Ostflandern | Ostflandern       | 2–1 |
| 3.    | Ramstein    | KMC American      | 1–2 |
| 4.    | Aquitanien  | Aquitaine         | 0–3 |

| Datum    | Zeit  | Stadion               | Begegnung      | Begegnung | Begegnung      | Ergebnis |
| -------- | ----- | --------------------- | -------------- | --------- | -------------- | -------- |
| 14. Juli | 18:00 | Edward Piszek Stadium | Frankreich     | –         | Belgien        | 3:15     |
| 15. Juli | 15:00 | Little League Field   | US-Deutschland | –         | Frankreich     | 13:0     |
| 15. Juli | 16:00 | Edward Piszek Stadium | Belgien        | –         | Tschechien     | 0:21     |
| 16. Juli | 15:00 | Little League Field   | US-Deutschland | –         | Belgien        | 10:17    |
| 16. Juli | 16:00 | Edward Piszek Stadium | Tschechien     | –         | Frankreich     | 16:3     |
| 17. Juli | 16:00 | Edward Piszek Stadium | Tschechien     | –         | US-Deutschland | 4:1      |

#### Playoff
|  | Viertelfinale | Viertelfinale          | Viertelfinale |  |  | Halbfinale | Halbfinale  | Halbfinale |  |    | Finale     | Finale  | Finale |
|  |               |                        |               |  |  |            |             |            |  |    |            |         |        |
|  |               |                        |               |  |  | C1         | Tschechien  | 12         |  |    |            |         |        |
|  | A2            | Niederlande            | 6             |  |  | A2         | Niederlande | 3          |  |    |            |         |        |
|  | B2            | Vereinigtes Königreich | 4             |  |  |            |             |            |  | C1 | Tschechien | 11      |        |
|  |               |                        |               |  |  |            |             |            |  |    | B1         | Spanien | 6      |
|  |               |                        |               |  |  | B1         | Spanien     | 4          |  |    |            |         |        |
|  | A1            | Italien                | 12            |  |  | A1         | Italien     | 1          |  |    |            |         |        |
|  | C2            | Belgien                | 2             |  |  |            |             |            |  |    |            |         |        |

### Japan
Die ersten beiden Runden finden am 28. Juni statt, die letzten beiden Runden am 5. Juli. Alle Spiele fanden in Tokio statt.

#### Teilnehmende Teams
| Ergebnis Distrikt     | Präfektur | Stadt            | Team             |
| --------------------- | --------- | ---------------- | ---------------- |
| Chūgoku Meister       | Hiroshima | Hiroshima        | Hiroshima Aki    |
| Kita-Kantō Meister    | Saitama   | Ageo             | Ageo Nishi       |
| Kanagawa Meister      | Kanagawa  | Hiratsuka        | Hiratsuka        |
| Kansai Meister        | Osaka     | Toyonaka         | Toyonaka         |
| Kansai Zweiter        | Osaka     | Ibaraki          | Osaka Ibaraki    |
| Higashi-Kantō Meister | Ibaraki   | Ushiku           | Ushiku           |
| Kyūshū Meister        | Nagasaki  | Nagasaki         | Nagasaki Kita    |
| Hokkaidō Meister      | Hokkaidō  | Asahikawa        | Asahikawa Chuo   |
| Shikoku Meister       | Ehime     | Iyo              | Ehime Konan      |
| Shin’etsu Meister     | Niigata   | Niigata          | Niigata Minami   |
| Tōhoku Meister        | Fukushima | Shirakawa        | Shirakawa        |
| Tōhoku Zweiter        | Miyagi    | Landkreis Miyagi | Miyagi Rifu      |
| Tōkai Meister         | Aichi     | Handa            | Chita            |
| Tōkai Zweiter         | Shizuoka  | Hamamatsu        | Hamamatsu Minami |
| Tokio Meister         | Tokio     | Tokio            | Tokyo Kitasuna   |
| Tokio Zweiter         | Tokio     | Tokio            | Musashi Fuchu    |

#### Playoffs
|  | Achtelfinale      | Achtelfinale |                    |               | Viertelfinale   | Viertelfinale   |  |  | Halbfinale | Halbfinale |         |         | Finale | Finale |
|  |                   |              |                    |               |                 |                 |  |  |            |            |         |         |        |        |
|  | 28. Juni          |              |                    |               |                 |                 |  |  |            |            |         |         |        |        |
|  | Tokyo Kitasuna    | 2            |                    |               |                 |                 |  |  |            |            |         |         |        |        |
|  | Niigata Minami    | 1            |                    |               | 4. Juli (Regen) | 4. Juli (Regen) |  |  |            |            |         |         |        |        |
|  | Niigata Minami    | 1            | Tokyo Kitasuna     | 2             |                 |                 |  |  |            |            |         |         |        |        |
|  |                   |              | Tokyo Kitasuna     | 2             |                 |                 |  |  |            |            |         |         |        |        |
|  | 28. Juni          | 28. Juni     |                    |               | Miyagi Rifu     | 1               |  |  |            |            |         |         |        |        |
|  | Ageo Nishi        | 6            |                    |               | Miyagi Rifu     | 1               |  |  |            |            |         |         |        |        |
|  | Ageo Nishi        | 6            |                    |               |                 |                 |  |  |            |            |         |         |        |        |
|  | Miyagi Rifu       | 7            |                    |               | 5. Juli         | 5. Juli         |  |  |            |            |         |         |        |        |
|  | Miyagi Rifu       | 7            | Tokyo Kitasuna (4) | 12            |                 |                 |  |  |            |            |         |         |        |        |
|  |                   |              | Tokyo Kitasuna (4) | 12            |                 |                 |  |  |            |            |         |         |        |        |
|  | 28. Juni          | 28. Juni     |                    | Osaka Ibaraki | 4               |                 |  |  |            |            |         |         |        |        |
|  | Ehime Konan       | 2            |                    | Osaka Ibaraki | 4               |                 |  |  |            |            |         |         |        |        |
|  | Ehime Konan       | 2            |                    |               |                 |                 |  |  |            |            |         |         |        |        |
|  | Osaka Ibaraki     | 14           |                    |               | 28. Juni        | 28. Juni        |  |  |            |            |         |         |        |        |
|  | Osaka Ibaraki     | 14           | Osaka Ibaraki      | 9             |                 |                 |  |  |            |            |         |         |        |        |
|  |                   |              | Osaka Ibaraki      | 9             |                 |                 |  |  |            |            |         |         |        |        |
|  | 28. Juni          | 28. Juni     |                    |               | Ushiku          | 8               |  |  |            |            |         |         |        |        |
|  | Ushiku            | 1            |                    |               | Ushiku          | 8               |  |  |            |            |         |         |        |        |
|  | Ushiku            | 1            |                    |               |                 |                 |  |  |            |            |         |         |        |        |
|  | Chita             | 0            |                    |               |                 |                 |  |  |            |            | 5. Juli | 5. Juli |        |        |
|  | Chita             | 0            | Tokyo Kitasuna (4) | 12            |                 |                 |  |  |            |            |         |         |        |        |
|  |                   |              | Tokyo Kitasuna (4) | 12            |                 |                 |  |  |            |            |         |         |        |        |
|  | 28. Juni          | 28. Juni     |                    | Toyonaka      | 4               |                 |  |  |            |            |         |         |        |        |
|  | Shirakawa         | 21           |                    | Toyonaka      | 4               |                 |  |  |            |            |         |         |        |        |
|  | Shirakawa         | 21           |                    |               |                 |                 |  |  |            |            |         |         |        |        |
|  | Nagasaki Kita     | 5            |                    |               | 28. Juni        | 28. Juni        |  |  |            |            |         |         |        |        |
|  | Nagasaki Kita     | 5            | Shirakawa          | 3             |                 |                 |  |  |            |            |         |         |        |        |
|  |                   |              | Shirakawa          | 3             |                 |                 |  |  |            |            |         |         |        |        |
|  | 28. Juni          | 28. Juni     |                    |               | Musashi Fuchu   | 4               |  |  |            |            |         |         |        |        |
|  | Hiratsuka         | 0            |                    |               | Musashi Fuchu   | 4               |  |  |            |            |         |         |        |        |
|  | Hiratsuka         | 0            |                    |               |                 |                 |  |  |            |            |         |         |        |        |
|  | Musashi Fuchu (4) | 10           |                    |               | 5. Juli         | 5. Juli         |  |  |            |            |         |         |        |        |
|  | Musashi Fuchu (4) | 10           | Musashi Fuchu      | 4             |                 |                 |  |  |            |            |         |         |        |        |
|  |                   |              | Musashi Fuchu      | 4             |                 |                 |  |  |            |            |         |         |        |        |
|  | 28. Juni          | 28. Juni     |                    | Toyonaka (8)  | 5               |                 |  |  |            |            |         |         |        |        |
|  | Hamamatsu Minami  | 4            |                    | Toyonaka (8)  | 5               |                 |  |  |            |            |         |         |        |        |
|  | Hamamatsu Minami  | 4            |                    |               |                 |                 |  |  |            |            |         |         |        |        |
|  | Hiroshima Aki     | 5            |                    |               | 28. Juni        | 28. Juni        |  |  |            |            |         |         |        |        |
|  | Hiroshima Aki     | 5            | Hiroshima Aki      | 2             |                 |                 |  |  |            |            |         |         |        |        |
|  |                   |              | Hiroshima Aki      | 2             |                 |                 |  |  |            |            |         |         |        |        |
|  | 28. Juni          | 28. Juni     |                    |               | Toyonaka        | 4               |  |  |            |            |         |         |        |        |
|  | Toyonaka          | 3            |                    |               | Toyonaka        | 4               |  |  |            |            |         |         |        |        |
|  | Toyonaka          | 3            |                    |               |                 |                 |  |  |            |            |         |         |        |        |
|  | Asahikawa Chuo    | 0            |                    |               |                 |                 |  |  |            |            |         |         |        |        |

### Kanada
Das Turnier fand vom 1. bis 10. August 2014 in Salaberry-de-Valleyfield, Québec statt.

#### Vorrunde
| Platz | Stadt                                | Mannschaft           | W-L |
| ----- | ------------------------------------ | -------------------- | --- |
| 1.    | Toronto                              | Toronto High Park LL | 6–0 |
| 2.    | Lethbridge                           | Southwest LL         | 4–2 |
| 3.    | Vancouver                            | South Vancouver LL   | 4–2 |
| 4.    | Montreal                             | NDG LL               | 4–2 |
| 5.    | Regina (Prärie)                      | North Regina LL      | 2–4 |
| 6.    | St. John (Atlantik)                  | Lancaster LL         | 1–5 |
| 7.    | Salaberry-de-Valleyfield (Gastgeber) | Valleyfield LL       | 0–6 |

| Datum     | Zeit  | Stadion | Begegnung        | Begegnung | Begegnung        | Ergebnis |
| --------- | ----- | ------- | ---------------- | --------- | ---------------- | -------- |
| 1. August | 12:00 |         | Ontario          | –         | Atlantik         | 10:0     |
| 1. August | 15:00 |         | Alberta          | –         | British Columbia | 8:9      |
| 1. August | 18:00 |         | Prärie           | –         | Gastgeber        | 1:0      |
| 2. August | 12:00 |         | Atlantik         | –         | Alberta          | 1:17     |
| 2. August | 15:00 |         | Gastgeber        | –         | Québec           | 1:8      |
| 2. August | 18:00 |         | British Columbia | –         | Prärie           | 5:0      |
| 3. August | 12:00 |         | Atlantik         | –         | British Columbia | 0:18     |
| 3. August | 15:00 |         | Ontario          | –         | Gastgeber        | 13:0     |
| 3. August | 18:00 |         | Alberta          | –         | Québec           | 6:5      |
| 4. August | 12:00 |         | British Columbia | –         | Ontario          | 2:5      |
| 4. August | 15:00 |         | Québec           | –         | Prärie           | 6:2      |
| 4. August | 18:00 |         | Gastgeber        | –         | Alberta          | 1:12     |
| 5. August | 12:00 |         | Ontario          | –         | Prärie           | 10:2     |
| 5. August | 15:00 |         | Atlantik         | –         | Québec           | 8:17     |
| 5. August | 18:00 |         | British Columbia | –         | Gastgeber        | 10:0     |
| 6. August | 12:00 |         | Prärie           | –         | Alberta          | 1:2      |
| 6. August | 15:00 |         | Québec           | –         | Ontario          | 2:6      |
| 6. August | 18:00 |         | Gastgeber        | –         | Atlantik         | 0:15     |
| 7. August | 12:00 |         | Québec           | –         | British Columbia | 4:3      |
| 7. August | 15:00 |         | Prärie           | –         | Atlantik         | 12:1     |
| 7. August | 18:00 |         | Alberta          | –         | Ontario          | 0:9      |

#### Endrunde

##### Klassierungsrunde
| Datum     | Zeit  | Stadion | Begegnung | Begegnung | Begegnung  | Ergebnis |
| --------- | ----- | ------- | --------- | --------- | ---------- | -------- |
| 9. August | 10:00 |         | 5 Prärie  | –         | 6 Atlantik | 3:1      |

##### Playoff
|  | Halbfinale         | Halbfinale |           |                    | Finale     | Finale     |
|  |                    |            |           |                    |            |            |
|  | 9. August          |            |           |                    |            |            |
|  | 1 Ontario          | 7          |           |                    |            |            |
|  | 4 Québec           | 6          |           |                    | 10. August | 10. August |
|  |                    |            | 1 Ontario | 1                  |            |            |
|  | 9. August          | 9. August  |           | 3 British Columbia | 4          |            |
|  | 2 Alberta          | 0          |           |                    |            |            |
|  | 3 British Columbia | 2          |           |                    |            |            |
|  |                    |            |           |                    |            |            |

### Karibik
Das Turnier fand vom 19. bis 26. Juli 2014 in Freeport, Bahamas statt.

#### Vorrunde

##### Gruppe A
| Platz | Stadt       | Mannschaft                               | W-L |
| ----- | ----------- | ---------------------------------------- | --- |
| 1.    | St. Thomas  | Elrod Hendricks West                     | 3–1 |
| 2.    | Humacao     | Liga Infantil y Juvenil Miguel Luzunaris | 3–1 |
| 3.    | Kralendijk  | Bonaire                                  | 2–2 |
| 4.    | Freeport    | Grand Bahamas Junior                     | 2–2 |
| 5.    | George Town | Grand Cayman Island                      | 0–4 |

| Datum    | Zeit  | Stadion | Begegnung                    | Begegnung | Begegnung                    | Ergebnis |
| -------- | ----- | ------- | ---------------------------- | --------- | ---------------------------- | -------- |
| 19. Juli | 14:30 |         | Cayman Islands               | –         | Amerikanische Jungferninseln | 1:15     |
| 19. Juli | 19:30 |         | Puerto Rico                  | –         | Bahamas                      | 10:0     |
| 20. Juli | 14:30 |         | Puerto Rico                  | –         | Amerikanische Jungferninseln | 0:7      |
| 20. Juli | 17:00 |         | Bonaire                      | –         | Bahamas                      | 13:10    |
| 21. Juli | 13:30 |         | Cayman Islands               | –         | Bonaire                      | 6:16     |
| 21. Juli | 18:30 |         | Amerikanische Jungferninseln | –         | Bahamas                      | 2:3      |
| 22. Juli | 13:30 |         | Puerto Rico                  | –         | Bonaire                      | 20:0     |
| 22. Juli | 16:00 |         | Cayman Islands               | –         | Bahamas                      | 2:13     |
| 23. Juli | 11:00 |         | Puerto Rico                  | –         | Cayman Islands               | 17:0     |
| 23. Juli | 13:30 |         | Amerikanische Jungferninseln | –         | Bonaire                      | 15:12    |

##### Gruppe B
| Platz | Stadt         | Mannschaft     | W-L |
| ----- | ------------- | -------------- | --- |
| 1.    | Freeport*     | Freedom Farm   | 3–0 |
| 2.    | Willemstad    | Pabao          | 2–1 |
| 3.    | Oranjestad    | Aruba North    | 1–2 |
| 4.    | San Cristóbal | Hector Delgado | 0–3 |

* Gastgeber
| Datum    | Zeit  | Stadion | Begegnung               | Begegnung | Begegnung               | Ergebnis |
| -------- | ----- | ------- | ----------------------- | --------- | ----------------------- | -------- |
| 19. Juli | 17:00 |         | Dominikanische Republik | –         | Gastgeber               | 0:34     |
| 20. Juli | 12:00 |         | Dominikanische Republik | –         | Aruba                   | 2:22     |
| 20. Juli | 19:30 |         | Curaçao                 | –         | Gastgeber               | 3:11     |
| 21. Juli | 16:00 |         | Curaçao                 | –         | Aruba                   | 4:2      |
| 22. Juli | 11:00 |         | Curaçao                 | –         | Dominikanische Republik | 14:2     |
| 22. Juli | 18:30 |         | Aruba                   | –         | Gastgeber               | 2:5      |

#### Playoff
|  | Halbfinale                      | Halbfinale     |              |   | Finale   | Finale   |
|  |                                 |                |              |   |          |          |
|  | A1 Amerikanische Jungferninseln | 7              |              |   |          |          |
|  | B2 Curaçao                      | 6              |              |   |          |          |
|  | 24. Juli                        |                |              |   |          |          |
|  |                                 |                | 25. Juli     |   |          |          |
|  | A1 Amerikanische Jungferninseln | 3              |              |   |          |          |
|  |                                 | A2 Puerto Rico | 14           |   |          |          |
|  |                                 |                |              |   |          |          |
|  | Spiel um Platz drei             |                |              |   |          |          |
|  | 24. Juli                        | 24. Juli       | B2 Curaçao   | 8 |          |          |
|  | B1 Gastgeber                    | 4              | B1 Gastgeber | 6 |          |          |
|  | A2 Puerto Rico                  | 6              |              |   | 26. Juli | 26. Juli |

### Lateinamerika
Das Turnier fand vom 21. bis 30. Juni 2014 in Managua, Nicaragua statt.

#### Vorrunde

##### Gruppe A
| Platz | Stadt           | Mannschaft                         | W-L |
| ----- | --------------- | ---------------------------------- | --- |
| 1.    | Chinandega      | Chinandega LL                      | 4–0 |
| 2.    | Cartagena       | Falcon LL                          | 3–1 |
| 3.    | San Salvador    | Ayabeisi LL                        | 2–2 |
| 4.    | Guatemala-Stadt | Liga Pequena Javier de Baseball LL | 1–3 |
| 5.    | San José        | Upala LL                           | 0–4 |

| Datum     | Zeit  | Stadion                | Begegnung  | Begegnung | Begegnung   | Ergebnis |
| --------- | ----- | ---------------------- | ---------- | --------- | ----------- | -------- |
| 22. Juni  | 08:30 | Roberto Clemente Field | Nicaragua  | –         | Costa Rica  | 10:0     |
| 22. Juni  | 12:30 | Roberto Clemente Field | Guatemala  | –         | Kolumbien   | 2:8      |
| 23. Juni  | 07:30 | Roberto Clemente Field | Kolumbien  | –         | El Salvador | 3:1      |
| 24. Juni  | 07:30 | Enel Field             | Costa Rica | –         | El Salvador | 2:12     |
| 24. Juni  | 12:30 | Enel Field             | Nicaragua  | –         | Kolumbien   | 15:4     |
| 25. Juni  | 07:30 | Roberto Clemente Field | Costa Rica | –         | Guatemala   | 2:5      |
| 25. Juni  | 12:30 | Roberto Clemente Field | Nicaragua  | –         | El Salvador | 10:2     |
| 26. Juni  | 07:30 | Enel Field             | Costa Rica | –         | Kolumbien   | 1:13     |
| 26. Juni  | 12:30 | Enel Field             | Guatemala  | –         | El Salvador | 0:15     |
| 27. Juni1 | 07:30 | Roberto Clemente Field | Nicaragua  | –         | Guatemala   | 13:3     |

1 Spiel wegen Regens vom 23. auf den 27. Juni verschoben.

##### Gruppe B
| Platz | Stadt          | Mannschaft         | W-L |
| ----- | -------------- | ------------------ | --- |
| 1.    | Maracaibo      | Coquivacoa LL      | 3–0 |
| 2.    | Panama-Stadt   | Tomas Munoz LL     | 2–1 |
| 3.    | Managua*       | 14 de September LL | 1–2 |
| 4.    | San Pedro Sula | Liga Marinera LL   | 0–3 |

* Gastgeber
| Datum    | Zeit  | Stadion                | Begegnung | Begegnung | Begegnung | Ergebnis |
| -------- | ----- | ---------------------- | --------- | --------- | --------- | -------- |
| 22. Juni | 08:30 | Enel Field             | Panama    | –         | Honduras  | 15:0     |
| 22. Juni | 12:30 | Enel Field             | Gastgeber | –         | Venezuela | 0:6      |
| 24. Juni | 07:30 | Roberto Clemente Field | Venezuela | –         | Honduras  | 12:0     |
| 24. Juni | 12:30 | Roberto Clemente Field | Gastgeber | –         | Panama    | 4:7      |
| 26. Juni | 07:30 | Roberto Clemente Field | Gastgeber | –         | Honduras  | 14:4     |
| 26. Juni | 12:30 | Roberto Clemente Field | Venezuela | –         | Panama    | 3:2      |

#### Finalrunde
|  | Halbfinale          | Halbfinale   |              |   | Finale   | Finale   |
|  |                     |              |              |   |          |          |
|  | A1 Nicaragua        | 0            |              |   |          |          |
|  | B2 Panama           | 5            |              |   |          |          |
|  | 28. Juni            |              |              |   |          |          |
|  |                     |              | 29. Juni     |   |          |          |
|  | B2 Panama           | 5            |              |   |          |          |
|  |                     | B1 Venezuela | 8            |   |          |          |
|  |                     |              |              |   |          |          |
|  | Spiel um Platz drei |              |              |   |          |          |
|  | 28. Juni            | 28. Juni     | A1 Nicaragua | 3 |          |          |
|  | B1 Venezuela        | 3            | B2 Kolumbien | 2 |          |          |
|  | B2 Kolumbien        | 2            |              |   | 29. Juni | 29. Juni |

### Mexiko
Das Turnier fand vom 5. bis 11. Juli 2014 in Monterrey, Nuevo León statt.

#### Vorrunde

##### Gruppe A
| Platz | Stadt                | Mannschaft           | W-L |
| ----- | -------------------- | -------------------- | --- |
| 1.    | Mexicali             | Félix Arce           | 6–0 |
| 2.    | Ciudad Juárez        | El Granjero          | 5–1 |
| 3.    | Monterrey            | Buenos Aires         | 4–2 |
| 4.    | Nuevo Laredo         | Oriente              | 3–3 |
| 5.    | Poza Rica de Hidalgo | Poza Rica de Hidalgo | 2–4 |
| 6.    | Saltillo             | Saltillo             | 1–5 |
| 7.    | Zapopan              | Legión Zapopan       | 0–6 |

| Datum   | Zeit | Stadion | Begegnung            | Begegnung | Begegnung            | Ergebnis |
| ------- | ---- | ------- | -------------------- | --------- | -------------------- | -------- |
| 5. Juli |      |         | Monterrey            | –         | Zapopan              | 8:4      |
| 5. Juli |      |         | Poza Rica de Hidalgo | –         | Nuevo Laredo         | 6:13     |
| 5. Juli |      |         | Ciudad Juárez        | –         | Mexicali             | 4:10     |
| 5. Juli |      |         | Ciudad Juárez        | –         | Saltillo             | 5:2      |
| 6. Juli |      |         | Nuevo Laredo         | –         | Mexicali             | 1:4      |
| 6. Juli |      |         | Poza Rica de Hidalgo | –         | Mexicali             | 0:17     |
| 6. Juli |      |         | Zapopan              | –         | Saltillo             | 2:12     |
| 6. Juli |      |         | Monterrey            | –         | Saltillo             | 11:7     |
| 6. Juli |      |         | Monterrey            | –         | Ciudad Juárez        | 1:16     |
| 7. Juli |      |         | Poza Rica de Hidalgo | –         | Saltillo             | 5:4      |
| 7. Juli |      |         | Poza Rica de Hidalgo | –         | Ciudad Juárez        | 1:11     |
| 7. Juli |      |         | Zapopan              | –         | Nuevo Laredo         | 6:8      |
| 7. Juli |      |         | Monterrey            | –         | Mexicali             | 5:12     |
| 8. Juli |      |         | Mexicali             | –         | Saltillo             | 9:3      |
| 8. Juli |      |         | Zapopan              | –         | Poza Rica de Hidalgo | 2:10     |
| 8. Juli |      |         | Nuevo Laredo         | –         | Ciudad Juárez        | 2:3      |
| 8. Juli |      |         | Nuevo Laredo         | –         | Monterrey            | 2:10     |
| 9. Juli |      |         | Zapopan              | –         | Mexicali             | 0:19     |
| 9. Juli |      |         | Zapopan              | –         | Ciudad Juárez        | 0:10     |
| 9. Juli |      |         | Saltillo             | –         | Nuevo Laredo         | 9:16     |
| 9. Juli |      |         | Poza Rica de Hidalgo | –         | Monterrey            | 1:7      |

##### Gruppe B
| Platz | Stadt         | Mannschaft            | W-L |
| ----- | ------------- | --------------------- | --- |
| 1.    | Guadalupe     | Guadalupe Linda Vista | 6–0 |
| 2.    | Tijuana       | Municipal De Tijuana  | 5–1 |
| 3.    | Guadalajara   | Guadalara Sutaj       | 4–2 |
| 4.    | Matamoros     | Matamoros             | 3–3 |
| 5.    | Veracruz      | Veracruz Beto Avila   | 2–4 |
| 6.    | Ciudad Juárez | Satélite              | 1–5 |
| 7.    | Monclova      | Carlos Segura         | 0–6 |

| Datum   | Zeit | Stadion | Begegnung     | Begegnung | Begegnung     | Ergebnis |
| ------- | ---- | ------- | ------------- | --------- | ------------- | -------- |
| 5. Juli |      |         | Guadalupe     | –         | Guadalajara   | 15:5     |
| 5. Juli |      |         | Monclova      | –         | Ciudad Juárez | 3:16     |
| 5. Juli |      |         | Matamoros     | –         | Tijuana       | 1:19     |
| 5. Juli |      |         | Monclova      | –         | Veracruz      | 1:8      |
| 6. Juli |      |         | Tijuana       | –         | Ciudad Juárez | 6:2      |
| 6. Juli |      |         | Guadalajara   | –         | Veracruz      | 4:3      |
| 6. Juli |      |         | Matamoros     | –         | Ciudad Juárez | 5:4      |
| 6. Juli |      |         | Guadalupe     | –         | Veracruz      | 4:0      |
| 6. Juli |      |         | Guadalupe     | –         | Monclova      | 16:3     |
| 7. Juli |      |         | Matamoros     | –         | Veracruz      | 7:6      |
| 7. Juli |      |         | Matamoros     | –         | Monclova      | 24:8     |
| 7. Juli |      |         | Guadalajara   | –         | Tijuana       | 0:10     |
| 7. Juli |      |         | Guadalupe     | –         | Ciudad Juárez | 10:0     |
| 8. Juli |      |         | Ciudad Juárez | –         | Veracruz      | 0:1      |
| 8. Juli |      |         | Guadalajara   | –         | Matamoros     | 4:3      |
| 8. Juli |      |         | Tijuana       | –         | Monclova      | 23:3     |
| 8. Juli |      |         | Tijuana       | –         | Guadalupe     | 4:5      |
| 9. Juli |      |         | Guadalajara   | –         | Ciudad Juárez | 7:5      |
| 9. Juli |      |         | Guadalajara   | –         | Monclova      | 11:1     |
| 9. Juli |      |         | Veracruz      | –         | Tijuana       | 0:11     |
| 9. Juli |      |         | Matamoros     | –         | Guadalupe     | 6:7      |

#### Playoff
|  | Halbfinale       | Halbfinale |             |              | Finale   | Finale   |
|  |                  |            |             |              |          |          |
|  | 10. Juli         |            |             |              |          |          |
|  | A1 Mexicali      | 11         |             |              |          |          |
|  | B2 Tijuana       | 7          |             |              | 11. Juli | 11. Juli |
|  |                  |            | A1 Mexicali | 6            |          |          |
|  | 10. Juli         | 10. Juli   |             | B1 Guadalupe | 12       |          |
|  | B1 Guadalupe     | 9          |             |              |          |          |
|  | A2 Ciudad Juárez | 2          |             |              |          |          |
|  |                  |            |             |              |          |          |